# Vérkeringés

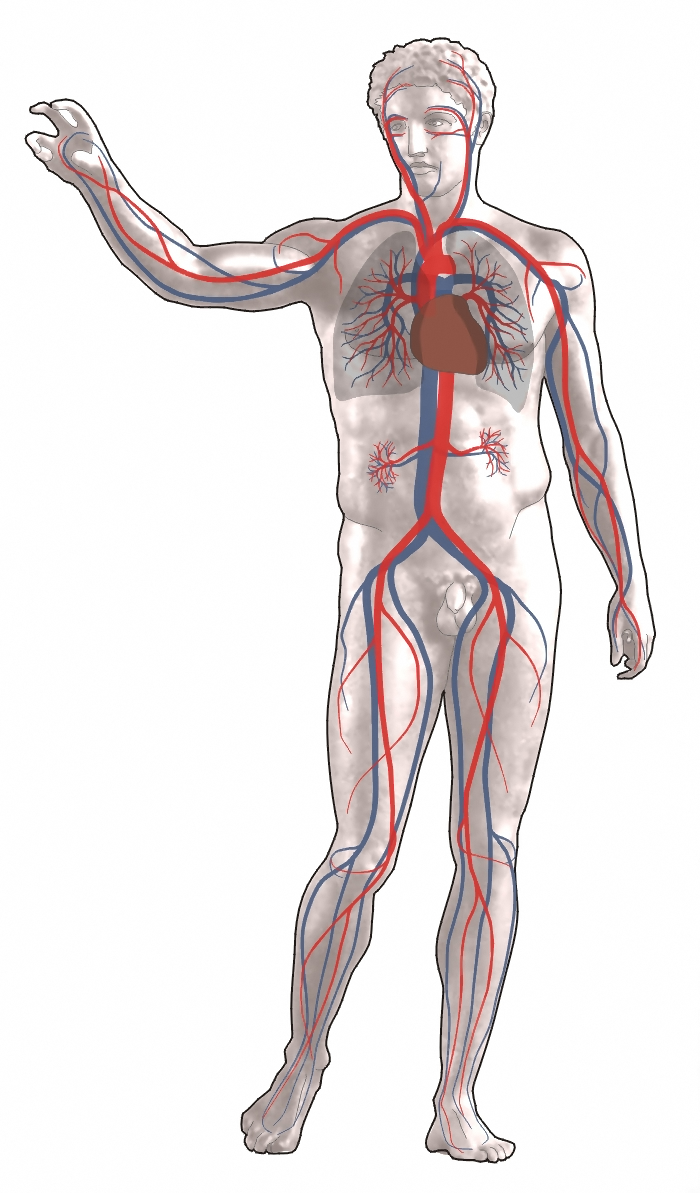
Vérkeringés vázlatos képe:
Vörös= oxigéndús vér
Kék= oxigénszegény vér

A vérkeringés szervrendszere vagy szív és érrendszer (apparatus cardiovascularis) a szív és a vérerek összefoglaló neve.
A vérkeringés (circulatio sanguinis) központja a szív (cor vagy cardium). A keringési rendszer magzati korban (embrionálisan) a belső csíralemezből (endodermából) fejlődik ki. A szív bonyolult módon egy sor differenciálódáson megy keresztül, ennek alapja a (cardiogen-lemez). Az embrionális fejlődés során ebből fejlődik a szív. Az emberi szív négyüregű, valamint a nagy- és kisvérkör vére nem keveredik. Evolúcióját tekintve a halaknak kétüregű szívük van. A kétéltűek (amphibia) háromüregű szívvel rendelkeznek. A hüllőknél (reptalia) csak a legalacsonyabb rendűeknél van háromüregű szív, a kígyóknak, gyíkoknak és krokodiloknak már négyüregű szívük van, de még nem teljesen záródott el egymástól a kis- és nagyvérkör, így az artériás és vénás vér keveredik bennük. A krokodiloknál már kezdetleges kamrasövény (septum ventriculare) is jelen van.
A keringésbe a vér- és a nyirokkeringés tartozik.

## A vérkeringés
A vérkeringés feladata a szövetek ellátása a működésükhöz szükséges tápanyagokkal és oxigénnel, valamint a sejtek által termelt salakanyagok és szén-dioxid eltávolítása. A hormonok ugyancsak a véren keresztül érik el a célsejtjeiket és szabályozzák azok működését. 
A vér keringését az érrendszerben a szív pumpafunkciója biztosítja azzal, hogy nyomáskülönbséget generál az artériás rendszer valamint a nagy vénák között. Ez a nyomáskülönbség hajtja a vért. A szív üregrendszeréből két vérkör indul, a kisvérkör a jobb kamrából indul a tüdőartériával és a tüdőn át (ahol megtörténik a gázcsere) a bal pitvarban végződik, míg a nagyvérkör a bal kamrából indul az aortával, a főverőérrel, melyből aztán sorra ágaznak a különböző szerveket ellátó artériák. Az erek keresztmetszete az elágazásokkal csökken, ugyanakkor az érrendszer összkeresztmetszete nő. 
A tápanyagok és a gázok cseréje a hajszálerek (kapillárisok) szintjén történik. Adott pillanatban csupán a kapillárisok egy részében van aktív vérkeringés. Ezt a kapillárisok eredésénél található izomelemek teszik lehetővé, melyek összehúzódásukkal csökkentik a véráramlást, míg elernyedve megnyitják a hajszálereket. Ezzel a mechanizmussal tudja az aktuális igényekhez igazítani a szervezet a keringést. Erre azért van szükség, mert a keringő vértérfogat túl kevés ahhoz, hogy egyidejűleg az összes érbe jusson, másrészt a szívnek is túl nagy munkát jelentene a kellő vérnyomás biztosítása. A sejtekből kiszabaduló anyagcseretermékek ugyancsak befolyásolják a helyi véráramlást.
A hajszálerekből utána a vénás rendszerbe kerül a vér. A kisebb vénák összeömléséből egyre nagyobbak jönnek létre, míg végül két nagy vénán keresztül áramlik vissza a vér a jobb pitvarba. Az artériás rendszertől a pitvarokig a nyomás végig csökken.
Az artériák és a vénák szerkezetileg eltérnek egymástól. Fontos, hogy nem a bennük áramló vér oxigéntartalma alapján nevezzük el az ereket hanem aszerint, hogy a véráramlás bennük szívtől a periféria felé (ezek az artériák) vagy a periféria felől a szív felé (ezek a vénák) tartanak. Így például a kisvérköri artériák oxigénszegény és szén-dioxid gazdag vért visznek a tüdőhöz, míg a tüdővénák oxigéndús vért szállítanak a bal pitvarba. Azaz nem az erekben áramló vér összetétele, hanem az áramlásnak a szívhez viszonyított iránya a meghatározó. (A hagyományos artériás és vénás vér elnevezés csak a nagyvérkörre érvényes.) Az artériák és vénák falvastagsága és falszerkezete a bennük uralkodó nyomásviszonyoknak felel meg. Még összetettebb a helyzet a magzati keringésben.
A fent leírtaktól bizonyos szervek vérellátása különbözik, például az emésztőtraktus esetében, ahol a bélfal hajszálereiben megtörténik a tápanyagok felszívódása, majd az ezeket összegyűjtő vénák a májkapuvénán (vena portae) keresztül a májba juttatják a vért. Itt a vénák ismét hajszálerekre oszlanak és a vér keveredik a máj artériás vérével, majd ismét vénák gyűjtik össze, amik aztán a vena cava inferiorba ömlenek. Ezt a másodszori kapillarizációt a máj anyagcserében betöltött központi szerepe teszi indokolttá, hiszen így a bélből felszívott tápanyagok, gyógyszerek (és mérgező anyagok) először a májba jutnak, ahol a májsejtek átalakíthatják őket.

### A vér
A vér folyékony sejt közötti állományú kötőszövet. A vörösvértest, fehérvérsejt és a vérlemezke az alakos elemek közé tartozik. A sejt közötti állomány (vérplazma) vizet, ionokat és fehérjéket tartalmaz. A vérplazma fehérjéi a globulinok, fibrinogén és az albuminok. A sejtes összetevők aránya a vér teljes térfogatához képest a hematokrit, amely fontos orvosi paraméter, normálértéke  37–50% között van (nőknél az alsó, férfiaknál a felső sávban).

### Vörösvérsejtek
A vörösvérsejtek vér alakos elemeinek a legnagyobb részét teszik ki, 1 mikroliter vérben kb. 4.5-5 millió (4.5-5x106) található. A vörösvértestek a vöröscsontvelőben képződnek. A korong alakú vörösvértesteknek eredetileg van sejtmagjuk, de ez az érésüket követően lebomlik. Feladatuk a légzési gázok szállítása. A vörösvértest fő tömegét a hemoglobin nevű proteid (összetett fehérje) teszi ki. A hörgőkben lévő O2 a parciális nyomás révén a hörgőt borító vérérbe jut. Ott rákerül a hemoglobinra és letaszít egy H+-t. Ez a vérplazmában lévő HCO3- ionnal szénsavat (H2CO3 ) alkot. De így nem lesznek egyenlőek a töltések, így egy Cl- ion lép ki a vérplazmába. A szénsav idővel CO2-re és H2O-ra bomlik. A szövetekhez elérésekor az O2 leválik a hemoglobinról, és a szövetekbe, majd a sejtekbe jut. A vörösvértestek élettartama kb. 100-120 nap. Az elöregedett vörösvértestek a lépben és a májban bomlanak le. Az öreg vörösvértestek a megváltozott ozmotikus hatások miatt szétesnek. A kiszabaduló hemoglobinból a vas-ion felszabadul és a porfirinváz szétesik. Belőle festékanyagok (bilirubin és biliverdin) képződnek. A májban képződő festék az epébe jut, amely a tápcsatornába ömlik. Ez okozza az ürülék színét.

### A vérlemezkék és a véralvadás

#### A vérlemezkék
A vérlemezkék kb. 2-4 mikrométer nagyságú, sejtmag nélküli sejtek. A vöröscsontvelő őssejtjeinek a citoplazmájából leválással képződnek. Rendkívül jó a kitapadási készségük, ezért megtapadnak a sérült érfalon, és elősegítik a véralvadást. Általában 8-9 napig életképesek, majd a lépben vagy a májban bomlanak el. 1 mikroliter vérben kb. 300 000 (3x105) db vérlemezke található.

#### Avéralvadás
Az ér apróbb sérülésekor az ér simaizmai összehúzódnak, ezt érspazmusnak hívjuk. Nagyobb sérülések esetén elkezdődik a vérlemezkék kitapadása, mely vérrögöt képez, ezzel elállítva a vérzést. A véralvadást külső és belső hatások is elindíthatják. Belső pl: a sérült érből enzimek szabadulnak fel, külső pl: az ér megsérülése. Ezen sorozat eredményeként az eddig inaktív enzimek aktiválódnak és létrejön az aktiváló komplex. Kalcium jelenlétében katalizálja a fibrinogén fibrinné való alakulását. A fibrinogén polimerizációval fibrin lesz. Míg a fibrinogén vízben oldható, a fibrin nem. A polimerizált fibrinek hálót képeznek. Kovalens kötések erősítik. Benne számos sejtes anyag fennakad, és egy idő elteltével kialakul a vérlepény. Ez elzárja a sérült részt, és megfelelő időn belül regenerálja azt. Az alvadási idő kb. 2-10 perc. Az alvadási időnek több tényezője is van. Ha Ca2+-t távolítunk el, késleltetjük a véralvadást.

### Fehérvérsejt
A fehérvérsejteket szerepük alapján két nagy csoportba soroljuk: falósejtek (melynek további két fajtáját különböztetjük meg: monociták és granulociták) és nyiroksejtek.
A falósejtek amőboid mozgásra képesek és képesek továbbá a fagocitózisra (bekebelezés) is. A monociták a legnagyobb falósejtek, információt küldenek az antigénekről a limfocitáknak, és ezeket a fagocitózis végén le is bontják. A granulociták kisebbek, és a sejtmagjuk karéjosak, érzékenyek a kórokozókból és a limfocitákból felszabaduló kémiai anyagokra. Feladatuk a mikroorganizmusok bekebelezése.
A nyiroksejtek (limfociták) kisméretűek, ám kerek sejtmagjuk viszonylag nagy méretű. A vöröscsontvelőben alakul ki az őssejtjük, de embrionális korunkban átkerülnek a keringésbe. Az ember megszületése után már csak a nyirokszervekben képződnek. Mindössze 1-2 hétig élnek. Az immunitásban nélkülözhetetlenek és kb 1 mikroliter vérben 6000-8000 db van.

### A vérplazma
A vérplazma fehérjéi nem jutnak át az ér falán, ezért feladatuk - szállító és számos egyéb funkciójuk mellett - a vér pH-értékének szabályozása. Az ember vérének optimális pH-értéke 7,4.